# 林京淑
林 京淑（リム・ギョンスク、朝鮮語: 림경숙）は、朝鮮民主主義人民共和国の女性政治家。財政相、朝鮮民主主義人民共和国中央銀行副総裁、商業省副相などを歴任した。

## 経歴
出生地や生年月日は不明。1997年8月に朝鮮民主主義人民共和国中央銀行副総裁に任命された。1998年9月5日に開催された最高人民会議第10期第1次会議で財政相に任命された。朝鮮氷上フィギュア協会委員長を兼任。1999年に最高人民会議第10期代議員に補選され、4月7日に開催された最高人民会議第10期第2次会議で国家予算執行を報告した。2000年3月から朝鮮シリア親善協会委員長を兼任したが、10月に財政相を解任された。
2003年6月に商業省副相に転じ、8月には最高人民会議第11期代議員に選出された。2004年にナツァギーン・バガバンディモンゴル大統領が訪朝し、金永南最高人民会議常任委員会委員長と会談した際に同席した。2005年11月以降の動静は不明。